# Farra di Soligo
Farra di Soligo est une commune de la province de Trévise en Vénétie (Italie).

## Administration
| Période                                  | Période  | Identité        | Étiquette    | Qualité |
| ---------------------------------------- | -------- | --------------- | ------------ | ------- |
| 14 juin 2004                             | En cours | Domenico Citron | Lista Civica |         |
| Les données manquantes sont à compléter. |          |                 |              |         |

### Hameaux
Soligo, Col San Martino

### Communes limitrophes
Follina, Miane, Moriago della Battaglia, Pieve di Soligo, Sernaglia della Battaglia, Valdobbiadene, Vidor